# Dichromodes ida
Dichromodes ida là một loài bướm đêm trong họ Geometridae.